# Кривошлыков, Денис Иванович
Дени́с Ива́нович Кривошлы́ков (род. 10 мая 1971, Москва) — российский гандболист. Заслуженный мастер спорта России (1997). Начал заниматься гандболом в 1982 году в ДЮСШ «Кунцево» города Москвы. Первый тренер — Владимир Дергачёв.

## Достижения
- Бронзовый призёр Олимпийских игр (2004).
- Чемпион Олимпийских игр (2000).
- Чемпион мира (1997).
- Чемпион Европы (1996).
- Серебряный призёр чемпионата Европы (2000).
- Серебряный призёр чемпионата мира (1999).
- Чемпион мира среди Вооружённых сил (1994).
- Чемпион России (1994, 1995, 2000).
- Чемпион Испании (2001).
- Обладатель Кубка Испании (2002).
- Обладатель Кубка обладателей кубков Европейских стран (2005).
- Обладатель Кубка Асобаль (Испания) (2008).
- Лучший правый крайний чемпионата Европы (2002).

## Награды и звания
- Заслуженный мастер спорта России (1997).
- Орден Дружбы (19 апреля 2001) — за большой вклад в развитие физической культуры и спорта, высокие спортивные достижения на Играх XXVII Олимпиады 2000 года в Сиднее[1].

## Статистика
Статистика Дениса Кривошлыкова.
| Сезон   | Клуб        | Лига        | Матчи | Голы | 7-метр | Голы |
| ------- | ----------- | ----------- | ----- | ---- | ------ | ---- |
| 2011/12 | Адемар Леон | Liga ASOBAL | 16    | 64   | 17     | 47   |